# Tazacorte
Tazacorte – gmina w Hiszpanii, w prowincji Santa Cruz de Tenerife, we wspólnocie autonomicznej Wysp Kanaryjskich, o powierzchni 11,36 km². W 2011 roku gmina liczyła 4957 mieszkańców.